# Ghost Dance
Ghost Dance fue un grupo enmarcado dentro del género del rock gótico formado en 1985 por Gary Marx (exguitarrista de The Sisters of Mercy) y Anne-Marie Hurst (exvocalista de Skeletal Family) tras el abandono de éstos de sus respectivas bandas. La peculiar voz de la cantante Anne-Marie se convertiría en uno de los sellos del grupo.

El conjunto firmó originalmente por el sello discográfico de Nick Jones Karbon Records, para más tarde hacerlo con una discográfica mayor, Chrysalis Records, antes de disolverse en 1989. A pesar de tener un enfoque más pop y no tan oscuro, se considera a esta banda como una de las fundamentales dentro del género del rock gótico.
En 2023 volvieron con un nuevo álbum llamado "The Silent Shout", el cual contiene 11 canciones inéditas.

## Miembros
- Gary Marx (guitarra, 1985-1989)
- Anne-Marie Hurst (voz, 1985-1989)
- Steve Smith (guitarra, 1985-1986)
- Richard Steel (guitarra, 1986-1989)
- Paul Etchells (bajo, 1985-1989)
- Pandora (batería, 1986)
- John Grant (batería, 1986-1989)

## Discografía
- River of No Return (EP), 1986
- The Grip of Love (EP), 1986
- A Heart Full of Soul (EP), 1986
- A Word to the Wise (EP), 1987
- When I Call (EP), 1987
- Gathering Dust, 1988
- Introducing Ghost Dance (EP), 1989
- Down to the Wire (EP), 1989
- Celebrate (EP), 1989
- Stop the World, 1989
- The Silent Shout, 2023